# Crotalaria malaissei
Crotalaria malaissei är en ärtväxtart som beskrevs av Roger Marcus Polhill. Crotalaria malaissei ingår i släktet sunnhampor, och familjen ärtväxter. Inga underarter finns listade i Catalogue of Life.